# 우진산전
우진산전(宇進産電)은 철도 차량, 전력변환장치, 에너지저장장치, 신재생에너지, 마이크로그리드, 전기버스 등을 제작하는 대한민국의 기업이다.

## 연혁
- 1974년 4월 10일 - 설립
- 1978년 3월 4일 - 한국철도공사 전동차용 철도저항기류 개발
- 1979년 3월 2일: 저항제어용 전장품 생산
- 1987년 12월: 전기 기관차 분전함(HV/LV) 개발
- 1988년 11월: 부설기술연구소 설립
- 1989년 5월 2일: 초퍼 제어 전장품 생산
- 1990년 4월 2일: 전기 동력분산식 열차 보조전원장치 국산화 개발
- 1991년 2월 5일: 철도 차량용 전광판식 차내안내표시기 개발
- 1992년 4월 1일: 우진기전 설립
- 1993년 6월 2일: 보조전원장치 및 추진제어장치 생산
- 1995년 10월: 가변 전압 가변 주파수 제어 연구 개발
- 1996년 3월 5일: ISO 9001 품질인증 획득
- 1999년 11월: 경전철 차량시스템 기술개발 주관 연구기관 선정
- 1999년 12월 3일: 우진산기 설립
- 2001년 11월 4일: 부품, 소재 수출 산업자원부 Leading Company 선정
- 2005년 2월 11일: 경전철 차량 시스템 기술개발 성공
- 2005년 4월: 승강장 스크린도어 시스템 기술개발 성공 (철도연, 국토해양부)
- 2005년 9월 4일: 대한민국 표준형 고무차륜 경량전철 차량 시스템 신기술 인증 획득(NeT마크)
- 2005년 10월 3일: 부산 도시철도 3호선 2단계 경량전철 건설사업(현 부산 도시철도 4호선) 및 관력 기자재 공급계약 수주
- 2006년 7월 5일: 부산교통공사 4000호대 전동차 102량
- 2006년 9월 4일: ISO 14001 환경인증 획득(BVQI)
- 2006년 11월 2일: 충청북도 청주시 흥덕구 옥산면 남촌리에 오창공장 준공
- 2007년 6월 30일: TTX 기존선 속도향상 기술개발
- 2008년 10월 5일: 대구교통공사 3000호대 전동차 수주, 일본 히타치에서 우선 제작한 301편성을 바탕으로 302~328편성 라이선스 생산
- 2009년 12월 3일: 전기철도 제동네어지 저장시스템 개발 신기술 인증
- 2010년 2월 7일: KTX용 보조블럭 한국산화 개발
- 2010년 6월 1일: 주식회사 우진에서 물적분할, 주식회사 우진산전 설립
- 2010년 10월 6일: SMART 모노레일 개발
- 2012년 3월 5일: 신재생에너지 전문 생산공장 설립 투자 협약(영광 대마전기자동차산업단지)
- 2012년 7월 4일: 제주특별자치도 가파도 Carbon Free Island 구축사업 협약
- 2017년 11월 23일: 대구광역시 엑스코에서 첫 전기버스 아폴로 1100 공개, 오창공장에서 생산 개시
- 2019년 4월 2일: 남서울경전철 SL000호대 전동차 36량
- 2020년 7월 31일: 서울교통공사 5000호대 전동차 200량
- 2020년 9월 11일: 인천교통공사 2000호대 전동차 12량
- 2020년 11월 2일: 서울교통공사 7000호대 전동차 136량
- 2021년 1월 3일: 위례선 트램
- 2021년 6월 9일: 서울교통공사 8000호대 전동차 별내선 연장 54량
- 2021년 7월: 전장 9m급 단축형 전기 저상버스 아폴로 900 출시
- 2021년 8월 3일: 한국철도공사 311000호대·312000호대 전동차 410량, 한국철도공사 3000호대 전동차 80량
- 2022년 1월 3일: 양산선 수주
- 2023년 2월 16일: 부산교통공사 1000호대 전동차 34량 수주
- 2023년 11월 16일: 서울교통공사 4000호대 VVVF 전동차 260량
- 2024년 12월: 부산교통공사 2000호대 전동차 168량, 한국철도공사 319000호대 전동차 80량, 한국철도공사 351000호대 전동차 24량, 한국철도공사 381000호대 전동차 4량
- 2025년 1월 20일: 서울교통공사 1000호대 VVVF 전동차 160량, 서울교통공사 4000호대 VVVF 전동차 30량, 서울교통공사 8000호대 전동차 30량

## 수상 경력
- 1985년 10월 2일: 제22회 무역의 날 수입대체 유공업체 수상
- 1987년 11월: 제24회 무역의 날 석탄산업훈장 수상
- 1993년 11월: 제30회 무역의 날 국무총리상 수상
- 1996년 11월: 제33회 무역의 날 500만불 수출의 탑 수상
- 1999년 9월: 제100회 철도의 날 철탄산업훈장 수상
- 2006년 3월: 제 38회 납세의 날 표창 수상(대통령)
- 2009년 5월: 모범중소기업인 은탑산업훈장 수상
- 2010년 2월: 국가녹색기술대상(지식경제부장관상)
- 2011년 11월: 무역의날 천만불 수출의 탑 수상
- 2012년 4월: 월드클래스 300선정(지식경제부)
- 2013년 7월 1일: 국토산업발전 표장(국토부장관)

## 사진

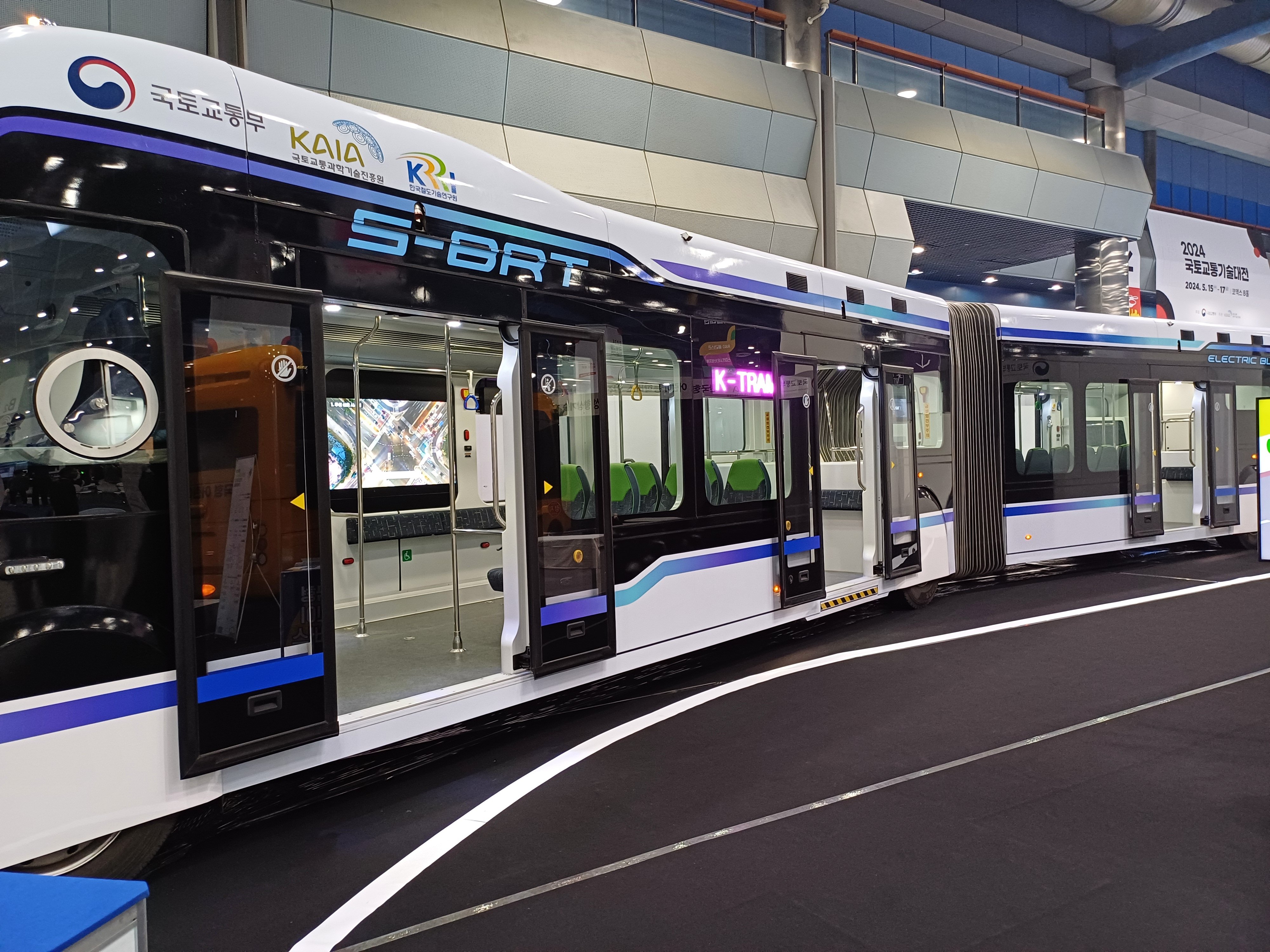
무가선트램 옆(2024년 국토교통기술대전)
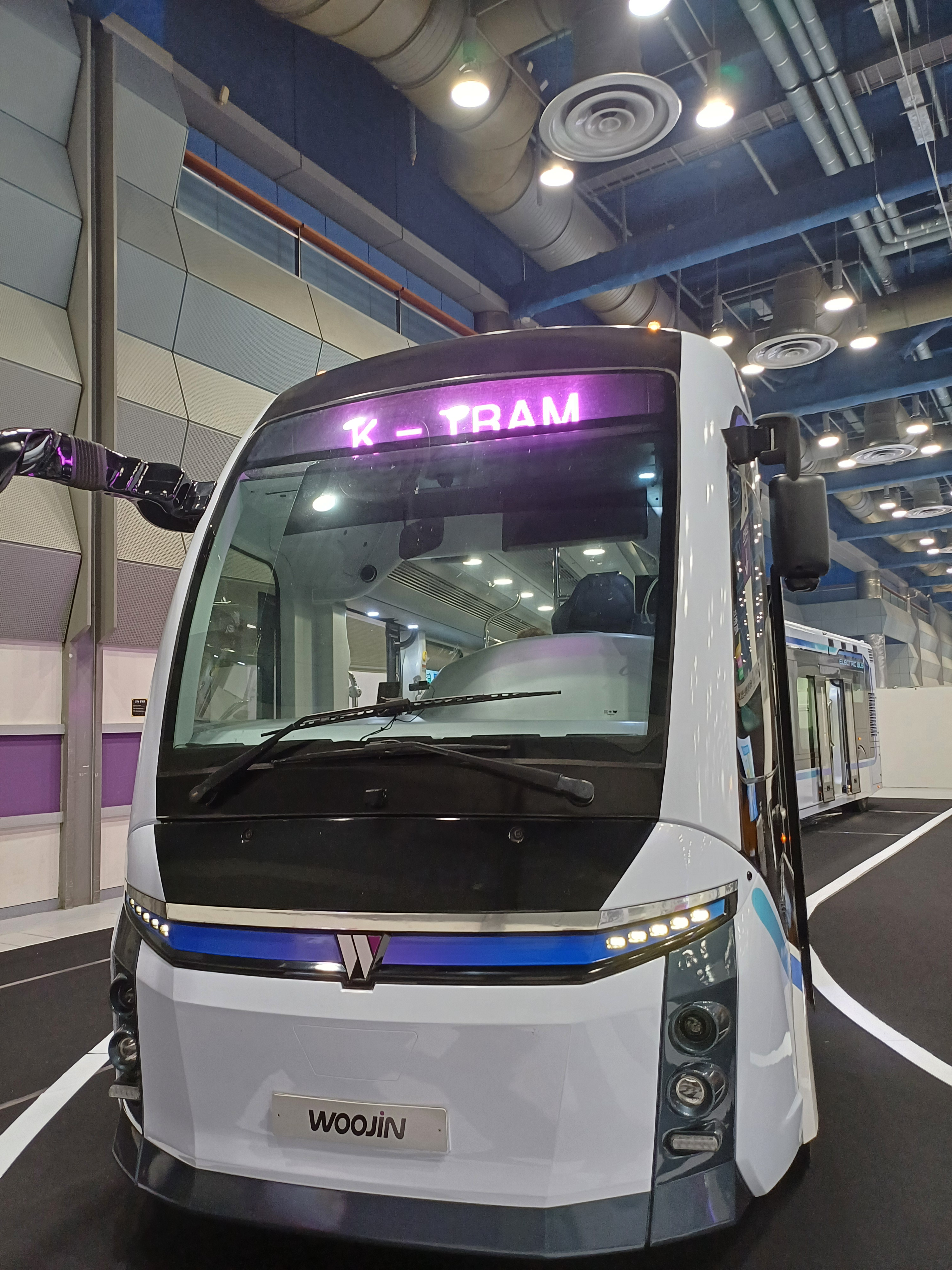
무가선트램 앞(2024년 국토교통기술대전)

## 같이 보기
- 현대자동차
- 대한민국의 경제
- 다원시스
- 현대로템
- 성신RST